# Orzech włoski
Orzech włoski (Juglans regia L.) – gatunek drzewa liściastego z rodziny orzechowatych. W stanie dzikim jest szeroko rozprzestrzeniony w ciepłym klimacie umiarkowanym Starego Świata – występuje w południowej Europie, południowo-zachodniej, środkowej i wschodniej Azji oraz północno-zachodniej Afryce. Jako gatunek rodzimy wskazywany jest jednak tylko dla południowo-zachodniej Azji. W Polsce jest pospolicie uprawiany i często dziczejący, w niektórych rejonach kraju zadomowiony (kenofit). Na początku XXI wieku gatunek klasyfikowany jest jako zajmujący liczne nowe stanowiska gatunek inwazyjny w początkowej fazie ekspansji.

## Morfologia

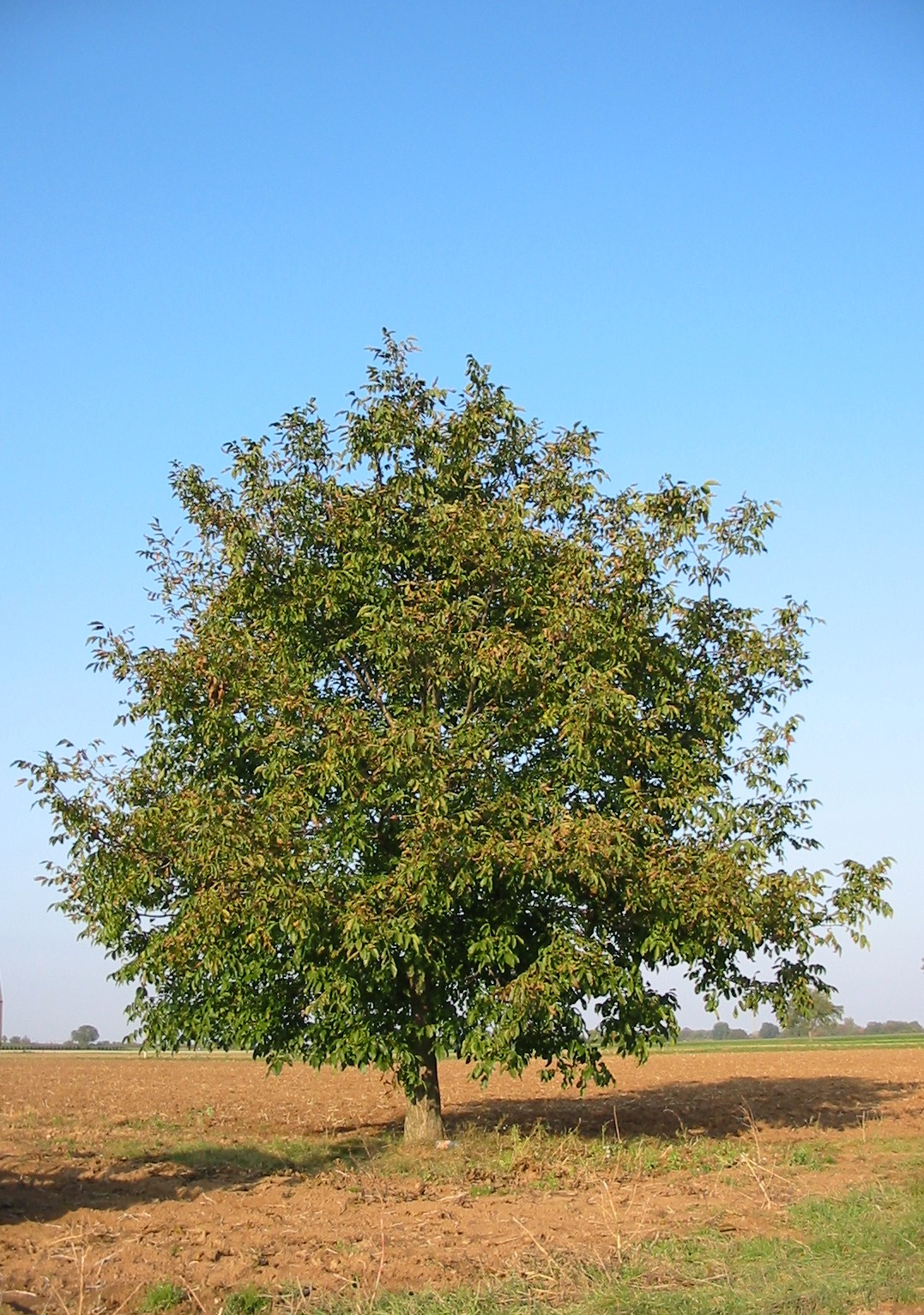
Pokrój drzewa

PokrójDuże drzewo liściaste. Jeśli rośnie samotnie, bez konkurujących z nim innych drzew, to pień ma zazwyczaj krótki, a koronę szeroko rozbudowaną; w przeciwnym wypadku drzewo ma wyższy i szczuplejszy pokrój.
PieńOsiąga wysokość 25–35 m i średnicę do 2 m. Kora gładka, srebrzystoszara, pokryta rozrzuconymi, wyraźnymi, nierównomiernymi bruzdami.
LiścieNaprzeciwległe, długości 25–40 cm, nieparzystopierzaste z 5–9 równowąskimi listkami. Największe trzy znajdują się u szczytu i mają 10–18 cm długości i 6–8 cm szerokości (para przy podstawie ma jedynie 5–8 cm długości). Rozwijają się stosunkowo późno, na przełomie kwietnia i maja, razem z kwiatami.
KwiatyKwiaty męskie w postaci zwisających kotków długości 5–10 cm; żeńskie zgrupowane po dwa do pięciu (i więcej) na jednorocznych krótkopędach. Bardzo wyraźna dichogamia wyklucza zapłodnienie w obrębie jednego drzewa. U niektórych odmian hodowanych w cieplejszym klimacie dość częsta jest apomiksja, rzadziej spotykana u siewek (w Polsce najczęściej stosowany sposób rozmnażania gatunku).
OwocKulisty lub lekko owalny nibypestkowiec. Zewnętrzna warstwa owocni stanowi mięsistą, zieloną okrywę, łatwo odpadającą jesienią. Wewnętrzna część owocni, czyli endokarp, tworzy zdrewniałą skorupę. Nasiono otoczone błoniastą łupiną, potocznie zwane jądrem, stanowi jadalną część owocu. Dojrzałe owoce orzecha włoskiego mają kształt owalny, długość 4–5 cm i średnicę 3–4 cm i powszechnie nazywane są orzechami.

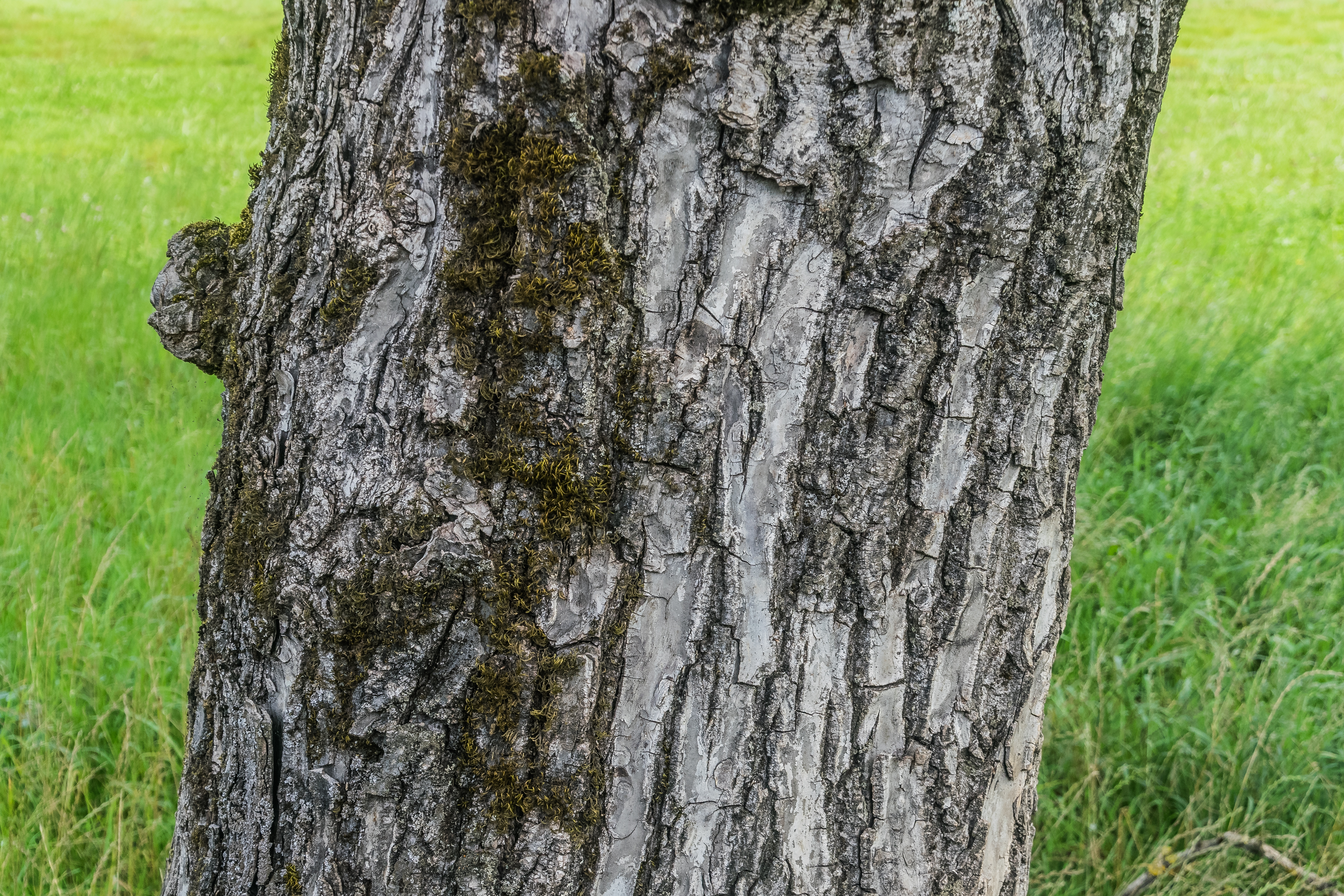
Kora
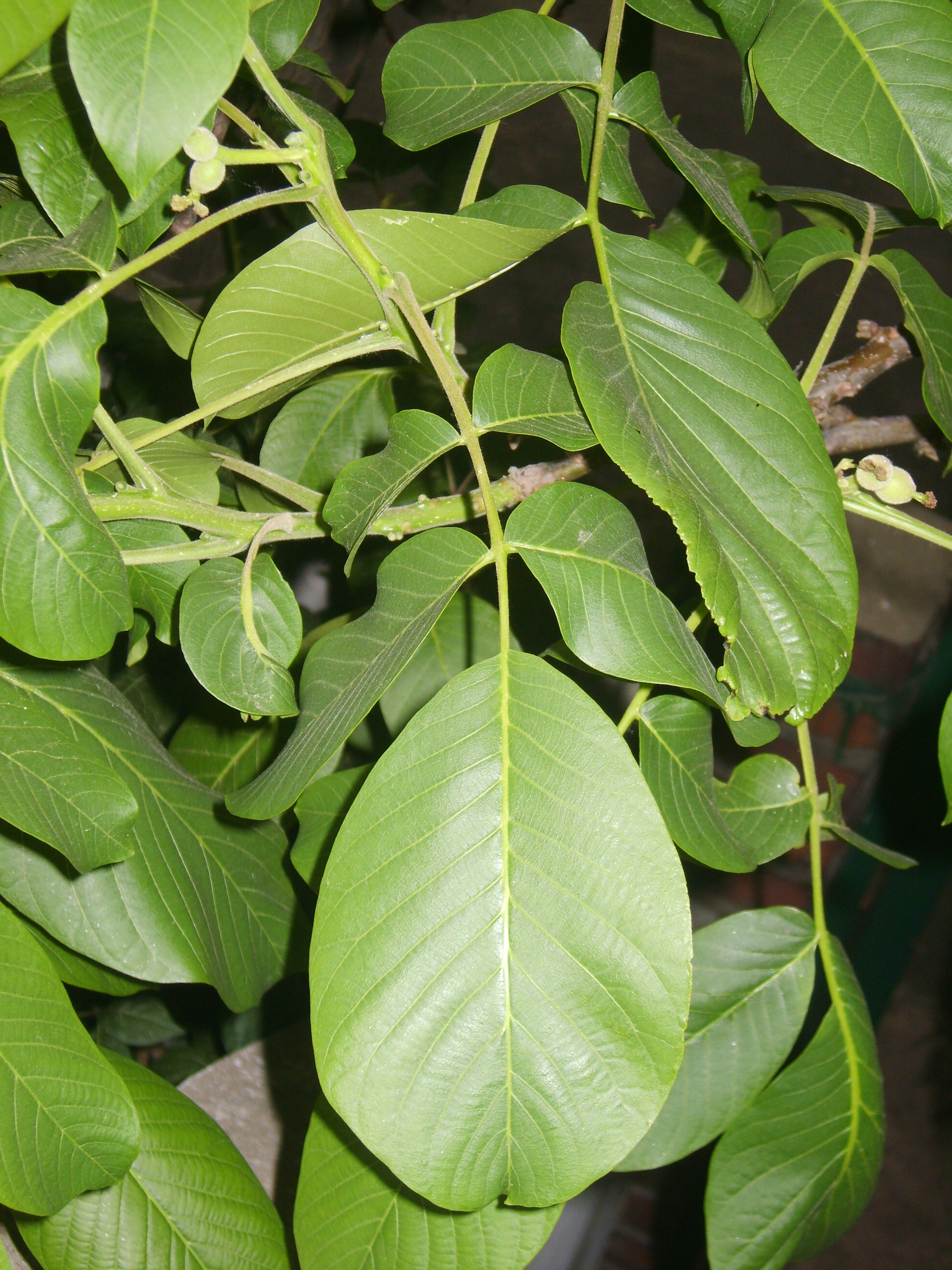
Liście
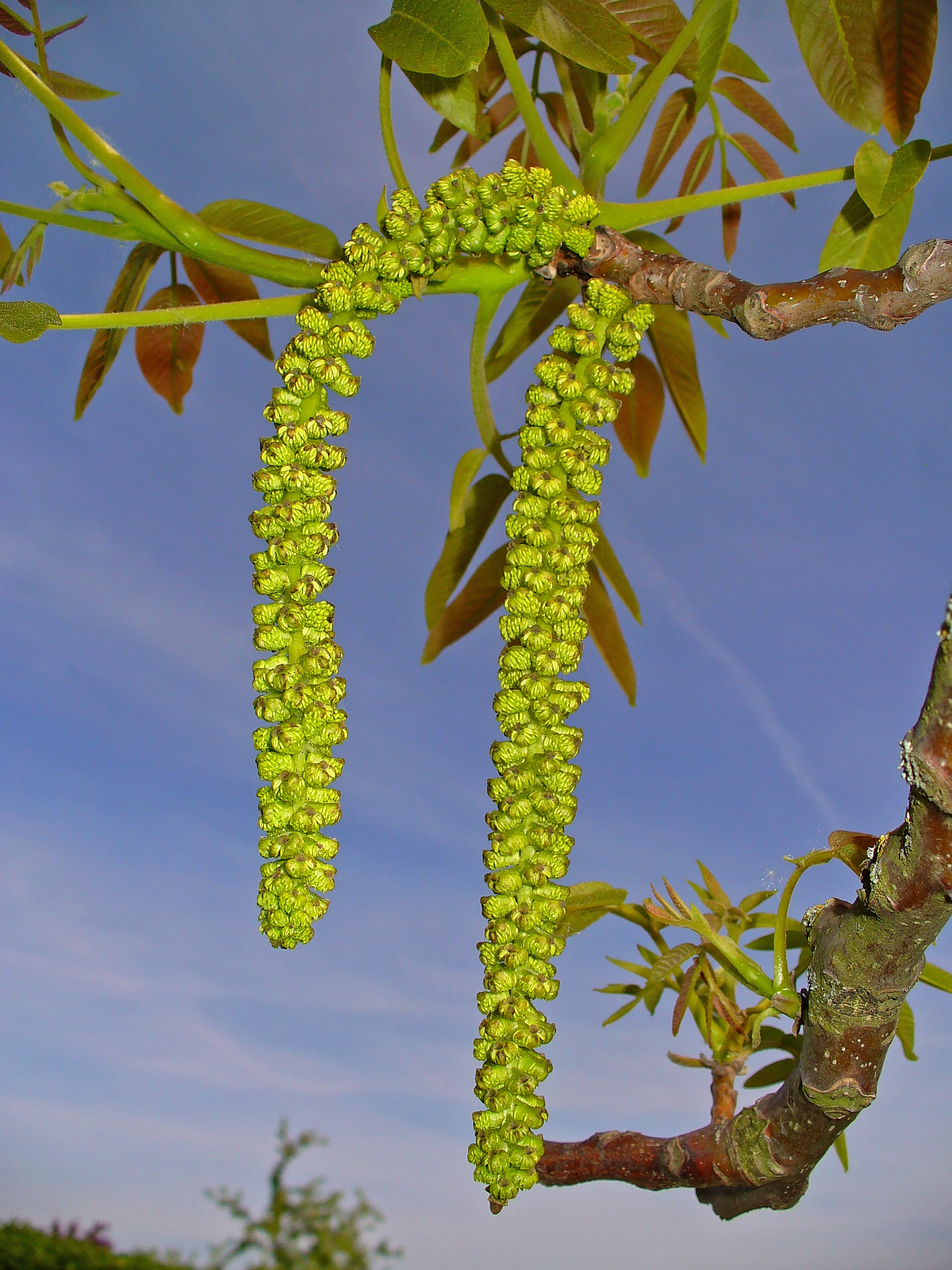
Kwiaty męskie
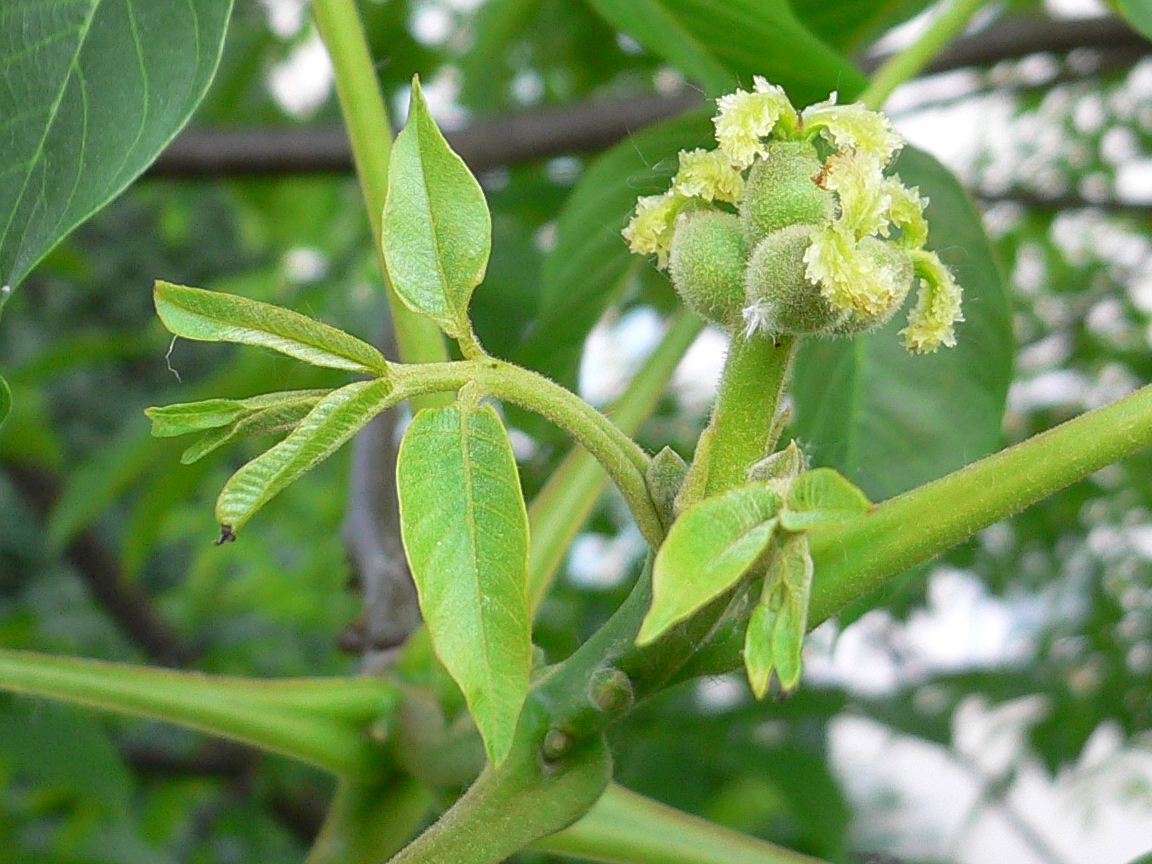
Kwiaty żeńskie
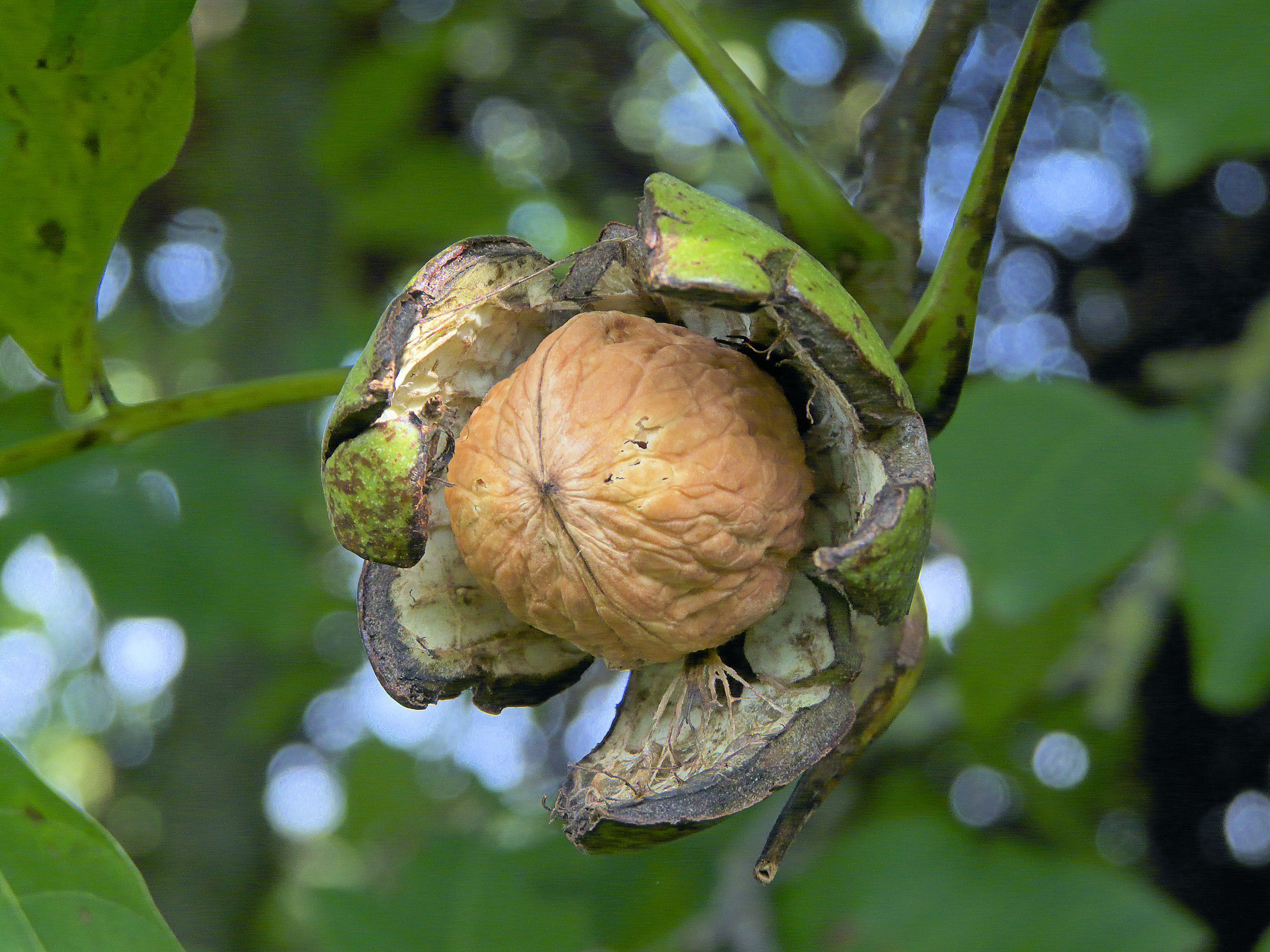
Dojrzały owoc

## Biologia i ekologia

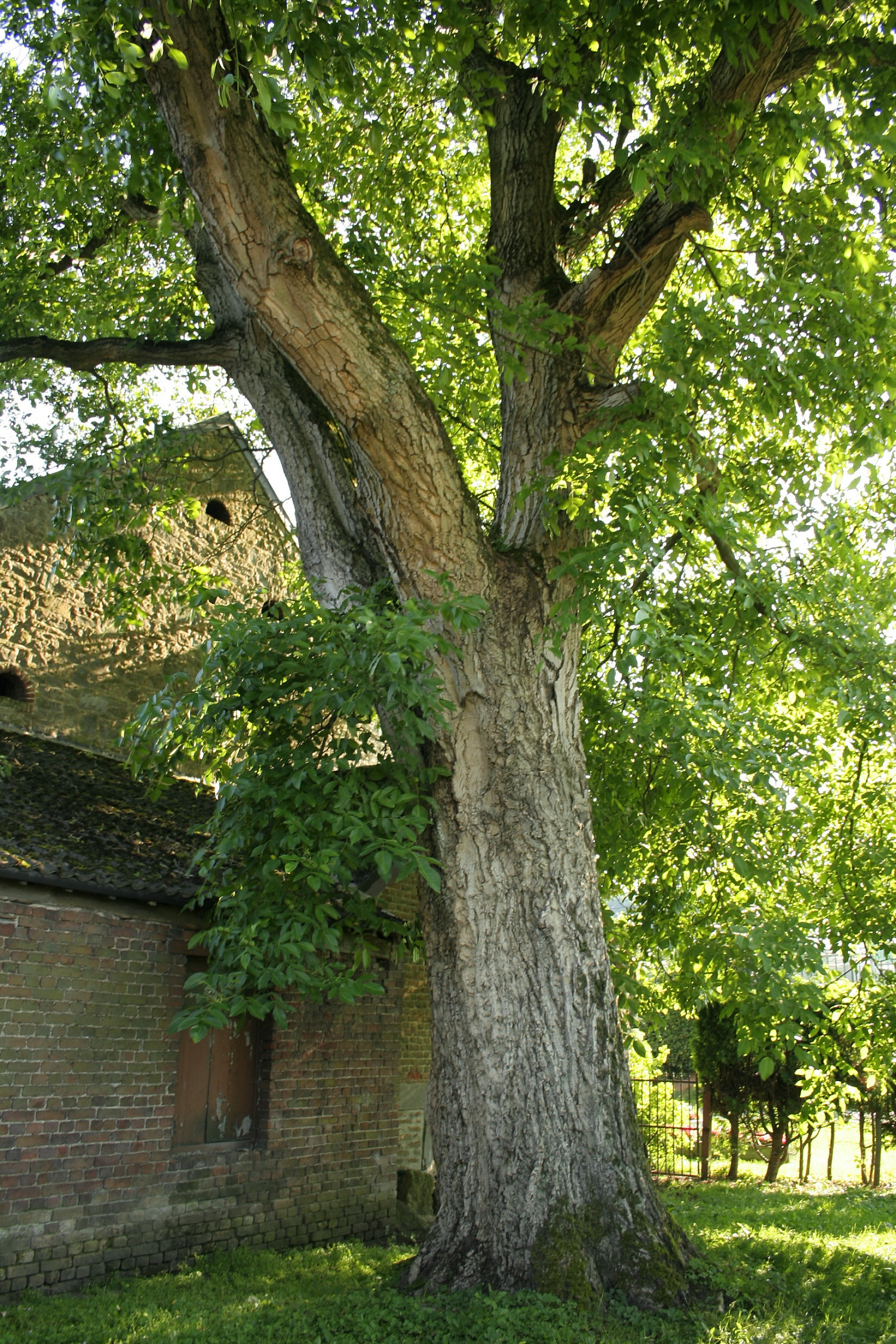
Wiekowy okaz orzecha włoskiego o obwodzie pnia 378 cm, Belgia

### Wymagania ekologiczne i rozwój
Należy do gatunków światłolubnych, wymagających do bujnego rozrostu dobrego nasłonecznienia, a także ciepła. Najlepiej rośnie i plonuje na glebach żyznych, ciepłych, zasobnych w próchnicę i wapń (pH 7,8–6,2). Najbardziej przydatne są lessy, czarnoziemy, gleby brunatne oraz rędziny. Nie udaje się na glebach podmokłych, zbyt ciężkich, zwięzłych i zimnych, gdyż na takowych słabo rośnie i przedwcześnie zamiera.
Drzewa szczepione zaczynają owocowanie względnie wcześnie (ok. 5–6 roku życia) i owocują do 150–200 lat. Drzewa na własnych korzeniach są bardzo długowieczne i owocują do 400, 500 lat (owocowanie rozpoczynają między 12 a 15 rokiem życia), choć w południowej Europie znane są również jeszcze starsze owocujące drzewa.
Tak jak inne rośliny sadownicze, wymaga cięcia formującego w młodym wieku oraz cięcia sanitarnego i prześwietlającego w późniejszych latach. Najlepszym terminem jest sierpień, gdyż wiosną ze względu na obfity płacz z ran łatwo dochodzi do infekcji chorobami drewna. Wyjątkowo można cięcie także przeprowadzać wczesną wiosną przed rozpoczęciem wegetacji.

### Cechy fitochemiczne
Owoce zawierają znaczne ilości witamin, w tym szczególnie dużo witaminy E i z grupy B: B3, B5 i B6. Orzechy zawierają ponad 50% lipidów, około 11% protein i 5% węglowodanów, a wartość energetyczna wynosi średnio ponad 520 kcal na 100 gramów. W orzechach tych występują znaczne ilości soli mineralnych – potasu, fosforu i magnezu.
Naukowcy z University of Illinois odkryli, że w liściach orzecha występują znaczne ilości progesteronu (żeńskiego hormonu steroidowego odpowiedzialnego za utrzymanie ciąży), jednak jego rola u roślin nie jest jeszcze poznana.

### Działanie allelopatyczne
Orzech włoski może wywierać ujemne działanie allelopatyczne na inne rośliny. W ekstrakcie z suchych liści orzecha włoskiego stwierdzono obecność szeregu substancji allelopatycznych, z których najważniejsze to związki z grupy flawonoli, kemferol i jego α-L-arabinofuranozyd. Natomiast juglon, allelopatyczny związek charakterystyczny dla całego rodzaju Juglans występuje jedynie w liściach świeżych, a w trakcie ich usychania zanika w wyniku polimeryzacji.
Orzech włoski nie wydziela juglonu w ilości wystarczającej do spowodowania jakichkolwiek zmian w otoczeniu i jest całkowicie bezpieczny dla roślin i zwierząt, a jego liście można kompostować. Wyjątkiem może być orzech włoski sadzony na podkładce z orzecha czarnego, który wydziela znaczne ilości juglonu do gleby.

### Gatunek inwazyjny
W niektórych regionach południowej i centralnej Polski orzech włoski jest gatunkiem inwazyjnym w początkowej fazie ekspansji. Pomimo trwającej być może już od średniowiecza obecności w kraju pierwsze oznaki jego intensywnego i samorzutnego rozprzestrzeniania się poza uprawą zaobserwowano dopiero w latach 90. XX wieku. Obecnie (2012) zajmuje on liczne nowe stanowiska głównie na gruntach porolnych w pobliżu osad ludzkich, rzadziej natomiast kolonizuje obszary leśne – jego występowanie stwierdzono w Polsce m.in. w płatach żyznych buczyn.

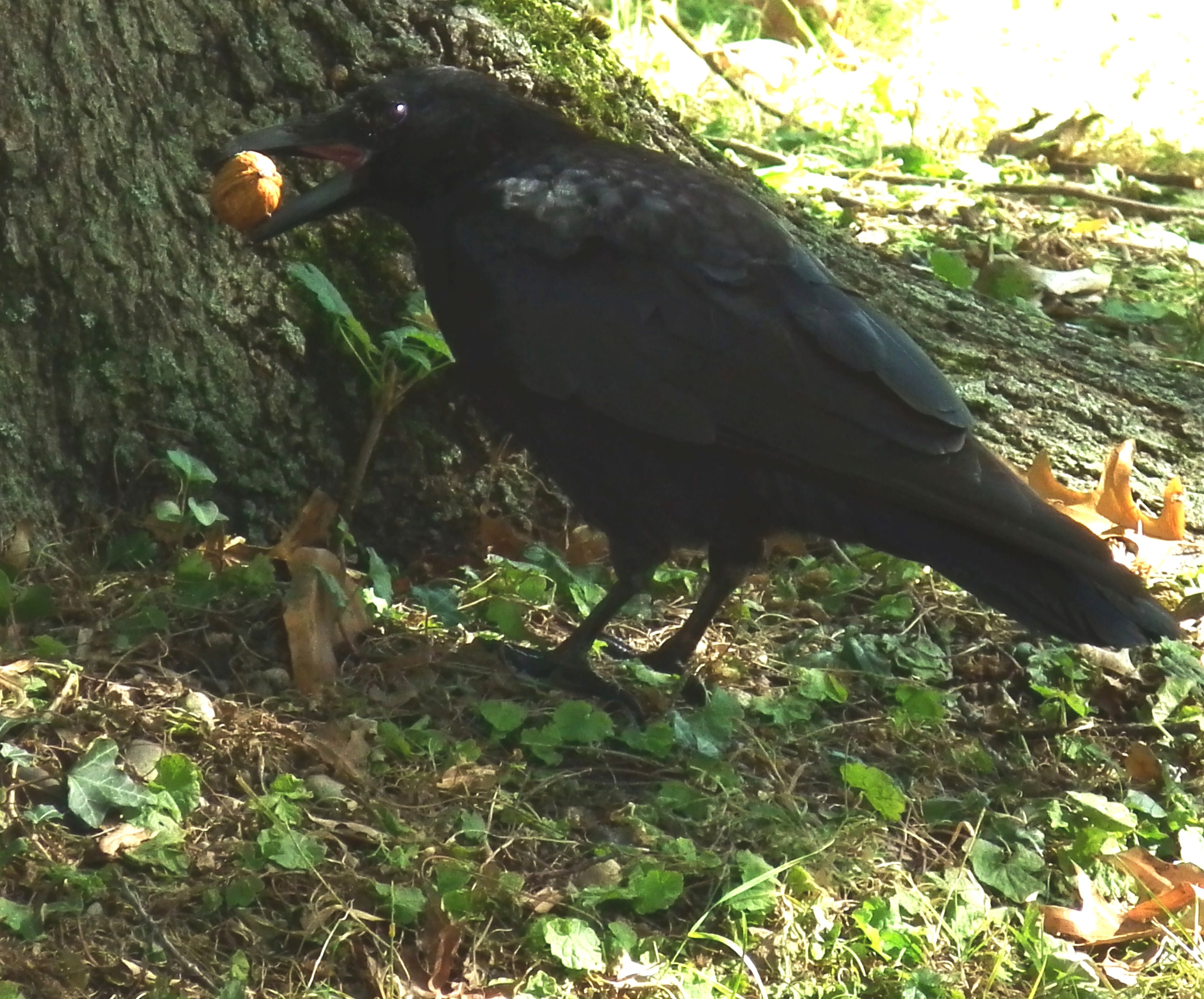
Czarnowron przenoszący owoc orzecha włoskiego

Czynnikiem umożliwiającym rozprzestrzenianie orzecha włoskiego są ptaki z rodziny krukowatych przenoszące jego nasiona na odległości nieraz przekraczające 500 m i często zakopujące je na polach uprawnych (ornitochoria). Kiełkowaniu i dalszemu rozwojowi młodych orzechów sprzyja związane z przemianami w rolnictwie wyłączenie znacznych powierzchni gruntów ornych z użytkowania. Duże znaczenie ma również wzrost liczebności krukowatych żyjących w warunkach synantropijnych oraz prawdopodobnie coraz lepsze dostosowanie do lokalnych warunków uprawianych w kraju odmian. Dodatkowym czynnikiem sprzyjającym ekspansji mogą być zmieniające się warunki klimatyczne. W południowej i centralnej Polsce, na badanych powierzchniach w rejonie inwazji omawianego gatunku zagęszczenie okazów orzecha wahało się od 5 do blisko 1100 okazów na hektar nieużytków a średnie zagęszczenie na kilometr kwadratowy terenu wynosiło 1900 osobników.
Rozprzestrzenianie się orzecha włoskiego może wywierać negatywny wpływ na środowisko przyrodnicze. Drzewa tego gatunku są silnie konkurencyjne i przez zacienianie podłoża oraz uwalnianie substancji allelopatycznych mogą uniemożliwiać rozwój rodzimych gatunków roślin. Ponadto wydzielany do gleby juglon wpływa negatywnie na jej właściwości fizykochemiczne oraz żyjące w niej mikroorganizmy co może być problemem przy ewentualnej rekultywacji dziś porzuconych gruntów rolnych. Zwiększenie liczby owocujących orzechów włoskich może też wpłynąć na dietę niektórych gatunków ptaków i zmniejszyć skuteczność rozsiewania przez nie rodzimych gatunków roślin takich jak np. leszczyna pospolita lub buk zwyczajny.

## Zastosowanie

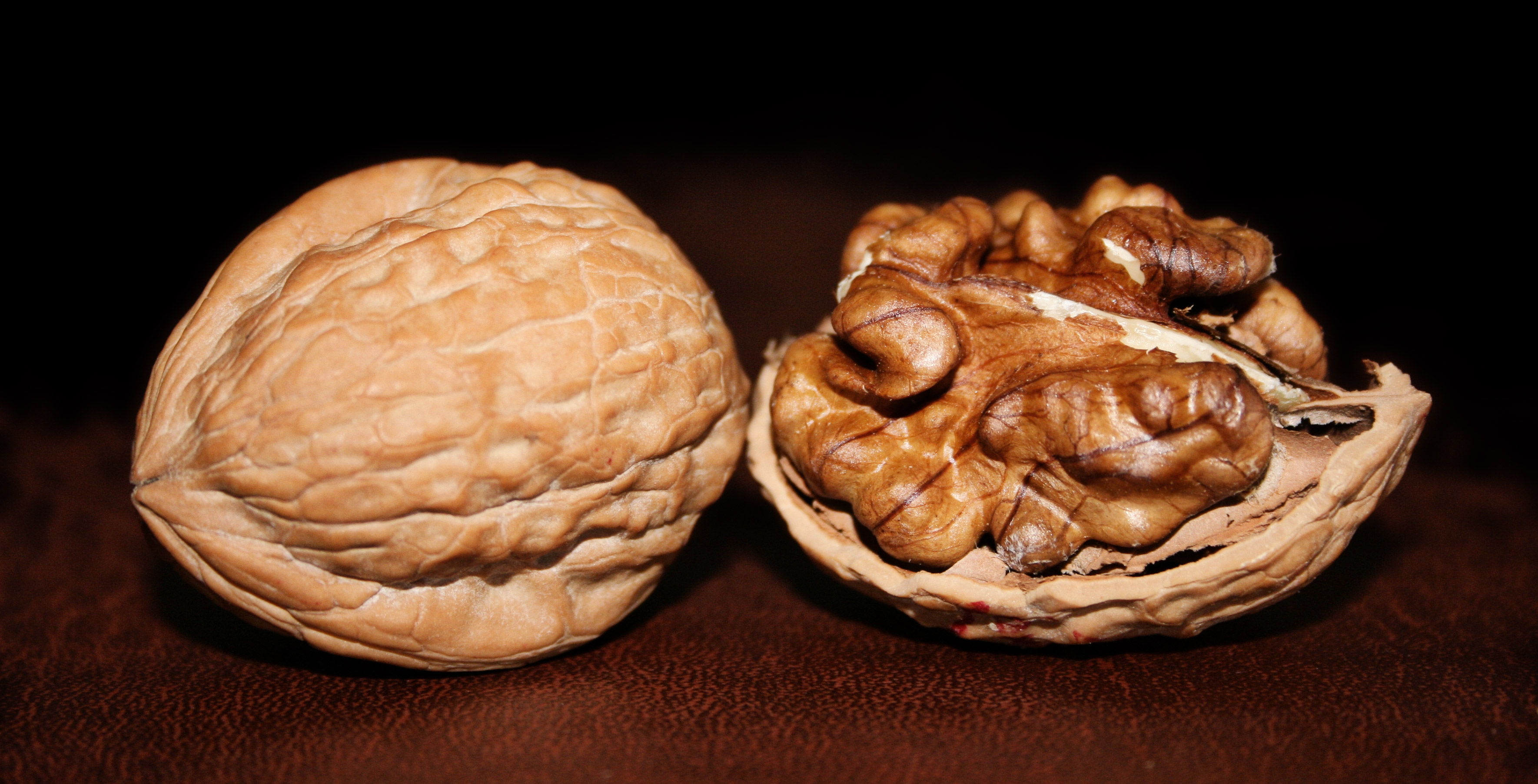
Wnętrze owocu wypełnia jadalne nasiono

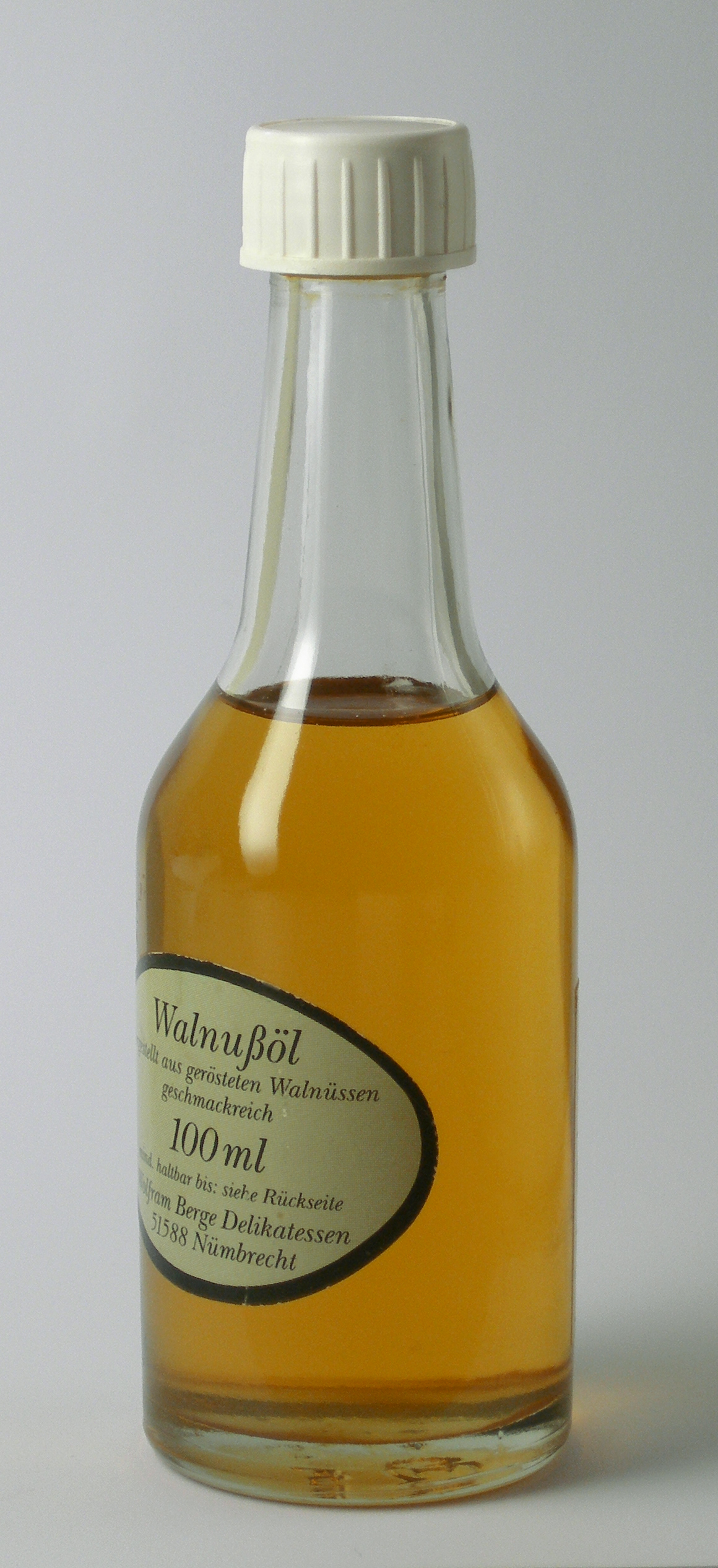
Olej orzechowy

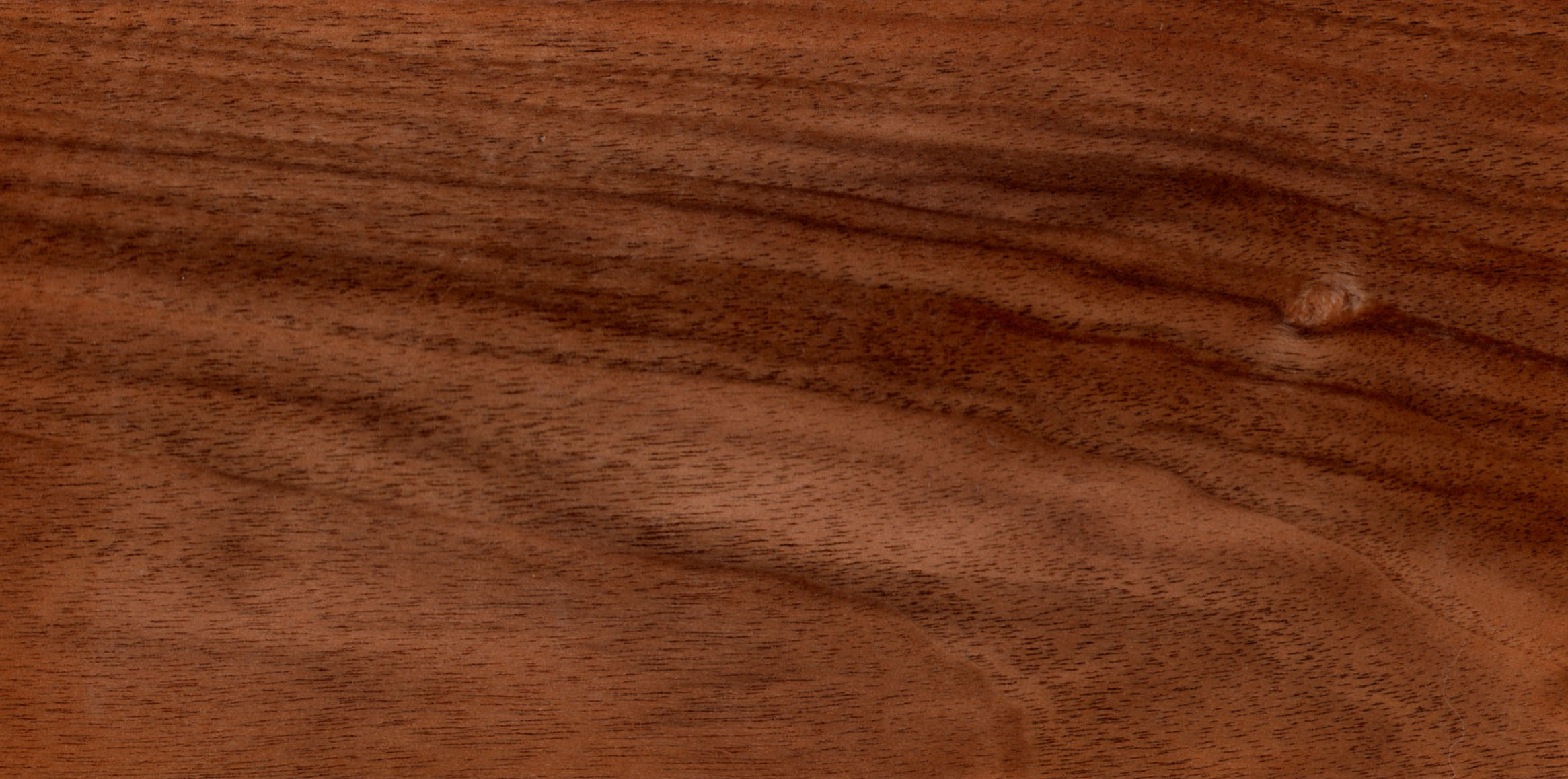
Drewno orzecha włoskiego

### Roślina uprawna
Drzewo uprawiane metodami ekstensywnymi daje najwyższej jakości orzechy, nadające się tak do spożycia bezpośredniego (zob. zupa z orzechów włoskich), jak i do produkcji cennego oleju orzechowego. W uprawach amatorskich prawie wyłącznie, a w uprawach produkcyjnych najczęściej uprawia się orzechy rozmnażane z siewu. Ten sposób powoduje jednak, że poszczególne drzewa często różnią się znacznie pomiędzy sobą wieloma cechami uprawowymi, zwłaszcza wielkością orzechów, grubością i twardością ich skorup oraz łatwością wyłuskiwania z nich nasion, co ma duże znaczenie w warunkach przemysłowych. Osobniki takie późno wchodzą też w okres owocowania i często ma to miejsce dopiero po 8–10 latach od posadzenia. Coraz częściej można jednak spotkać rośliny rozmnażane wegetatywnie przez szczepienie, które w okres owocowania najczęściej wchodzą już po 4–5 latach po posadzeniu. Od początku lat 90. dostępne są już odmiany polskiej hodowli. Według COBORU polskimi odmianami zalecanymi do uprawy są 'Dodo', 'Leopold', 'Resovia' i 'Targo'. Ponadto w uprawie spotyka się jeszcze osiem innych odmian: 'Albi', 'Silesia', 'Tryumf', 'Mars', 'Koszycki', 'Wiśnicz czerwony', 'Kościuszko', 'Lace'.

### Historia uprawy
Prawdopodobnie zaczęto uprawiać go ok. 2500 lat p.n.e. Wymieniony jest w Pieśni nad Pieśniami (6,11). W starożytnym Rzymie wielce ceniono jego owoce, nazywane "żołędziami Jowisza" - Jovis glans, od czego poszła późniejsza nazwa rodzajowa Juglans. Do zachodniej i północnej Europy sprowadzono go w czasach Cesarstwa Rzymskiego lub jeszcze wcześniej, a do obu Ameryk w XVII wieku. Ważniejsze regiony, w których występuje orzech włoski, to w Europie – Francja, Rumunia, Bułgaria i Grecja, w Azji – Chiny, Kalifornia w Ameryce Północnej, a w Ameryce Południowej – Chile.

### Drewno
Drewno orzecha włoskiego cenione jest na równi z amerykańskim czarnym orzechem. Wykorzystywane jest do produkcji mebli (ze względu na bardzo atrakcyjne usłojowanie i niewielką podaż - głównie jako okleina lub intarsja), drobnych wyrobów artystycznych oraz drewnianych elementów broni palnej.

### Roślina lecznicza
- Surowiec zielarski: liście (Juglandis folium, Juglandis folio), łupiny, kora, owoc.
- Działanie. Liście i zielone łupiny mają właściwości przeciwbakteryjne i przeciwzapalne, a także przeciwbiegunkowe i przeciwkrwotoczne. Ze względu na dużą ilość garbników polecane są jako środek ściągający w zaburzeniach żołądkowo-jelitowych. Odwar stosuje się w stanach zapalnych gardła i jamy ustnej, oraz do przemywania i okładów przy trądziku, liszajach, oparzeniach. Zielone orzechy niszczą pasożyty układu pokarmowego. Napar z kory jest środkiem łagodnie przeczyszczającym. Ze względu na zawartość nienasyconych kwasów tłuszczowych owoce orzecha włoskiego zalecane są w diecie przeciwmiażdżycowej. Dieta bogata w orzechy włoskie może również zmniejszyć ryzyko zachorowania na raka piersi[17].
- Zbiór i suszenie. Liście zbiera się pod koniec czerwca i w pierwszych dniach lipca. Suszyć należy w przewiewnym, ocienionym miejscu. W suszarce do ziół temperatura nie powinna przekraczać 40 stopni. Niedojrzałe owoce zbiera się pod koniec lipca, nieco później zielone łupiny z owoców dojrzewających.
- Kosmetyka. Odwar z liści zmniejsza potliwość rąk i nóg, a sok z liści i zielonych owoców barwi włosy na kasztanowo.

## Właściwości odżywcze
Nasiono orzecha włoskiego jest bardzo bogatym źródłem wielonienasyconego kwasu tłuszczowego omega-6: kwasu linolowego (34,59 g na 100 g) oraz kwasu omega-3: α-linolenowego. Orzech bogaty jest również w potas, fosfor, magnez, cynk, mangan i jod. Zawiera sporo folianów oraz witamin z grupy B. Orzechy włoskie są bogatym rezerwuarem aminokwasów.
| Ilość aminokwasów w 100 g | Ilość aminokwasów w 100 g |
| Nazwa                     | Ilość w mg                |
| ------------------------- | ------------------------- |
| Izoleucyna                | 772                       |
| Leucyna                   | 1479                      |
| Lizyna                    | 307                       |
| Metionina                 | 266                       |
| Cystyna                   | 348                       |
| Fenyloalanina             | 809                       |
| Tyrozyna                  | 664                       |
| Treonina                  | 531                       |
| Tryptofan                 | 199                       |
| Walina                    | 869                       |
| Arginina                  | 2431                      |
| Histydyna                 | 385                       |
| Alanina                   | 617                       |
| Kwas asparaginowy         | 1474                      |
| Kwas glutaminowy          | 2787                      |
| Glicyna                   | 751                       |
| Prolina                   | 536                       |
| Seryna                    | 777                       |

## Szkodniki
Od końca lat 80. XX w. rozprzestrzenia się w Europie Rhagoletis completa, jako gatunek introdukowany z Ameryki Północnej. Składając jaja w zielonej okrywie niedojrzałych owoców, powoduje ich gnicie i czarnienie, a wyschniętej okrywy nie daje się oddzielić od orzecha lub jest to bardzo trudne.    
W deszczowych latach, z małą ilością wyżów, rośliny nie mają czasu, by wyschnąć, co jest korzystne dla grzyba Ophiognomonia leptostyla. Objawy głównie występują na liściach, pędach i owocach. Na liściach początkowo pojawiają się żółte plamy, które stopniowo ciemnieją. Plamy są dość duże, kanciaste i ułożone między nerwami. Często zlewają się pokrywając głównie brzegi tkanki liściowej. W końcowej fazie tkanka liścia pokryta plamą brunatnieje i zasycha. Na spodniej stronie liścia na powierzchni plam pojawiają się brunatno czarne, koncentrycznie ułożone owocniki. Liście najmocniej porażone opadają.